# Walter E. Pearson
Walter E. Pearson (* 23. September 1874 in Richmond, Virginia; † 18. Juni 1941 in Marshfield, Oregon) war ein US-amerikanischer Geschäftsmann und Politiker (Demokratische Partei).

## Werdegang
Walter E. Pearson, Sohn von Mary C. Bass und William A. Pearson, eines Baptistenpredigers, wurde 1874 in Richmond geboren. Seine Jugend verbrachte er in Virginia und South Carolina. Pearson besuchte die Glade Springs Academy und die University of Richmond. Seine Familie lebte zu dieser Zeit in Bluefield (West Virginia). Er ging ein Jahr lang einer Beschäftigung als Eisenbahnangestellter nach. Danach war er als Expedient in einem Börsenhandelshaus tätig. Später war er für eine Getreidemühle verantwortlich. 1896 wurde er Manager der Flattop Insurance Agency. Im Juni 1906 kam er das erste Mal an die Pazifikküste und besuchte zuerst San Francisco (Kalifornien). Danach verbrachte er eine Woche in Portland (Oregon). Von dort aus reiste er nach Tacoma und Seattle (Washington). Er kehrte dann nach Virginia zurück.
Am 31. Juli 1901 heiratete er Miss Virginia Johnston (1874–1943) in Bluefield, Tochter des Kongressabgeordneten David Emmons Johnston. Das Paar bekam zuerst eine Tochter und dann zwei Söhne: Virginia E. Pearson, die Ehefrau von Reverend Philip P. Werlein, lebte in Houston (Texas), Walter J. Pearson, ein Versicherungsvertreter aus Seattle und späterer Treasurer of State von Oregon, und David William Pearson, ein Vertreter für eine Risikoversicherung aus Kansas City. Im Herbst 1906 machte die Familie eine Reise an die Pazifikküste, um einen geeigneten Standort für ihr neues Zuhause festzulegen. Portland gefiel ihnen am meisten. Im selben Jahr, 1906, zogen Dr. und Mrs. F.L.A. Wilson, der Schwager und die Schwester von Mrs. Pearson, dorthin und lebte dort bis 1926, als sie ihren Wohnsitz nach Kalifornien verlegten. Die Familie Pearson zog 1908 nach Portland.
Pearson begann dort für das Versicherungsunternehmen McCargar, Bates & Lively zu arbeiten. Am 1. Januar 1910 wurde er als Partner in das Unternehmen aufgenommen. Der Name des Unternehmens wurde am 1. März 1924 zu Bates, Lively & Pearson geändert. Das Versicherungsunternehmen war eines der größten im Bundesstaat. Es war in Oregon und den Counties in Washington tätig, welche entlang des Columbia Rivers lagen. Dabei wurden Versicherungen aller Art abgeschlossen. Für das Unternehmen arbeiteten mehr als 30 Angestellte. Seine Büroräume waren im Yeon Building. Ferner war er einer der Direktoren der Lincoln County Logging Company.
Pearson war Mitglied im Senat von Oregon. Er saß in der Special Session von 1935 und der Regular Session von 1937. Im Mai 1937 wurde er in den Board of Higher Education berufen – ein Posten, den er bis zu seinem Rücktritt 1938 innehatte. Der Gouverneur von Oregon Charles Martin ernannte ihn zuvor zum neuen Treasurer of State von Oregon, um die Vakanz zu füllen, die durch den Rücktritt von Rufus C. Holman entstand, welcher in den US-Senat wechselte. Pearson strebte keine Wiederwahl an. Er bekleidete den Posten vom 27. Dezember 1938 bis zum 6. Januar 1941. 1940 kandidierte er stattdessen erfolgreich im Multnomah County für einen Sitz im Senat von Oregon. In der Folgezeit hatte er den Vorsitz im Joint Committee on Ways and Means. Obwohl er Zeitlebens ein Demokrat war, stellte er sich gegen die Administration von Franklin D. Roosevelt. Er saß im Oregon State Legislature Emergency Board, welches für die Mittelzuweisung zwischen den Legislativsessions verantwortlich war, und in den Interim Committees, welche für die Belange von staatlichen Einrichtungen und der Fischerei am Columbia River verantwortlich waren. Seine Amtszeit war vom Zweiten Weltkrieg überschattet.
Auf seinem Weg nach Hause von einer einwöchigen Autoreise durch Süd-Oregon mit seiner Ehefrau und seiner Schwägerin, Mrs. John B. Pearson aus Bluefield (West Virginia), machten sie am 17. Juni 1941 einen Zwischenstopp in einem Hotel in Marshfield (Oregon). Am folgenden Morgen, den 18. Juni 1941, fühlte er sich unwohl. Seine Ehefrau schickte daraufhin nach einem Arzt, allerdings verstarb Pearson vor dem Eintreffen des Arztes an den Folgen einer Arteriellen Thrombose. Pearson wurde dann auf dem Lincoln Memorial Park in Portland beigesetzt, wo seine Ehefrau zwei Jahre später auch ihre letzte Ruhe fand.
Er war Mitglied des Templerordens und der Shriners. Außerdem war er ein Gründungsmitglied vom damaligen Progressive Business Men’s Club. Zwei Jahre lang war er Präsident vom Waverly Club und gehörte dem Arlington Club of Portland an.